# 首阳山街道
首阳山街道，是中华人民共和国河南省洛陽市偃师区下辖的一个乡镇级行政单位。

## 行政区划
首阳山街道下辖以下地区：
沟口头村、古城村、城东村、前纸庄村、后纸庄村、大冢头村、坟庄村、香玉村、南蔡庄村、新庄村、羊二庄村、白村、前张村、后张村、渔古村、义井村、龙虎滩村、韩旗村、保庄村、寺里碑村、石桥村、寨后村、郭坟村和邢沟村。